# 彭品文
彭品文（2月12日—），台灣魔術師，從18歲開始接觸魔術，專精於「鴿子魔術 」並積極參加比賽、演出，是目前台灣以鴿子魔術獲獎最多的魔術師。以獨創的「三鴿幻影」在多項國際魔術比賽中獲得冠軍。

## 獲獎經歷
- 第一屆中視魔幻達人秀踢館達人 - MVP [2]
- 2013 馬來西亞AMF國際魔術節 - 總冠軍
- 2012 RIC國際魔術大會 - 總冠軍
- 2012 北京兩岸四地魔術比賽 - 金獎
- 2012 台灣清水魔術節職業組 - 冠軍
- 2012 台灣魔術研討會 - 冠軍